# Tværpolitisk Forening i Dragør
Tværpolitisk Forening i Dragør (Liste T) er Danmarks næstældste tværpolitiske borgerliste (Havdruplisten i Solrød kommune er Danmarks ældste,  fra 1954.)
Liste T's formål er at føre en selvstændig lokalpolitik til gavn for Dragør Kommunes borgere. En lokalpolitik, der er frigjort fra landspolitiske og andre særinteresser.
Liste T har været uafbrudt repræsenterede i Dragør Kommunalbestyrelse siden 1962. Listen har besat borgmesterposten i Dragør i to perioder, senest med Birgitte Rinhart, 1993 – 2001.

## Eksterne links/henvisninger
- Tværpolitisk Forening i Dragør
- Dragør Kommune